# Dove stanno i ragazzi
Dove stanno i ragazzi (Where the Boys Are '84) è un film del 1984 diretto da Hy Averback.

## Trama
Quattro studentesse universitarie si recano a Fort Lauderdale per la settimana di Pasqua delle vacanze di primavera e vengono coinvolte in una serie di avventure e disavventure.